# Chelicerca rondonia
Chelicerca rondonia is een insectensoort uit de familie Anisembiidae, die tot de orde webspinners (Embioptera) behoort. De soort komt voor in Brazilië.
Chelicerca rondonia is voor het eerst wetenschappelijk beschreven door Ross in 2003.